# Rákosszentmihályi HÉV
A rákosszentmihályi HÉV Budapest egyik vasútvonala, később pedig a mai H8-as és H9-es HÉV szárnyvonala volt, amit megszűnésekor a Budapesti Közlekedési Vállalat üzemeltetett a Kerepesi út és a Rákóczi út állomások között.

## Története
Rákosszentmihályon egy hurokvágány terve már az 1900-as években felmerült, de akkor még a helyi lóvasút társaság modernizálta volna közlekedését, üzemeltetve ezt a vonalat. Azonban az 1906-ban már kilátásba helyezett, kerepesi helyiérdekű vasút átalakítása villamos üzeműre, ami ennek feltétele lett volna, csak 1911-ben valósult meg. 1908-ban a tárgyalásokon már a Budapesti Helyi Érdekű Vasutak Rt. volt az építtető és az üzemeltető, megállapodással a lóvasút áthelyezéséről.
A BHÉV Rt. 1911. december 7-én adta át új hurokvonalát Rákosszentmihályon („R”-vonal), miközben ezzel egy időben engedélyt kaptak arra is, hogy a szintén a Budapest—Kerepes—Gödöllői vonal rákosszentmihályi állomásából kiágazólag Rákospalota községbe vezető villamos vonalat is építhessenek. A rákosszentmihályi körforgalmi szárnyvonal 5,5 km, a rákospalotai szakasz 7,2 km hosszúságú volt.
A részben az „R” jelzésű járattal azonos vágányokat használó másik vonal műtanrendőri bejárására 1912. december 31-én került sor. A forgalomnak 1913 januárjában átadott kétvágányú, a Kerepesi út, rákosszentmihályi hurok és Rákospalota között húzódott vonalszakaszon a BHÉV és a BURV (Budapest–Újpest–Rákospalotai Villamos Vasút) – ami a járműveket biztosította – közösen indított új járatot „H” jelzéssel. Előbb úgy tervezték, hogy a vonal forgalmát átszállással bonyolítják le, azonban az érdekelt községek kérésére közvetlen forgalmat létesítettek a Keleti pályaudvartól egészen a Nyugati pályaudvarig. Ez a (2000-es évekbeli utcanevekkel a) Kerepesi út – Veres Péter út – Rákóczi út – Késmárk utca – Apolló utca – Szent Korona útja – Beller Imre utca – Fő út – Árpád út – István út – Pozsony utca – Béke utca – Lehel utca – Váci út útvonalon haladt. Később azonban már kizárólag HÉV-járatként közlekedett jóval rövidebb (oda-vissza a Budapest-Kerepesi úti végállomás és Rákospalota-Nadastó, illetve -Szabadság tér közötti) útvonalon. Miután 1950-től létrejött Nagy-Budapest és a „H”-vonal a Fővárosi Villamosvasúté lett, 1953. április 1-től pedig 69-es villamosként járt, így véglegesen megszűnt, mint HÉV. Ekkor már csupán a rákosszentmihályi Csömöri úttól közlekedett.
Eközben a rákosszentmihályi HÉV („R”) viszonylatán jelentős változások történtek. 1924-ben előbb leállították a pályák állapota és a kivitelezés által a szerelvényekben fellépő műszaki hibák miatt. A lakosság tiltakozására azonban mégis találtak megoldást az újraindításra, így majd egy éves kimaradás és a pálya kisebb módosításai után decemberben újraindult. Az addigi körforgalom, ami (a 2000-es évekbeli utcanevekkel) a Budapesti út – Pálya utca – Csömöri út – Ilona utca – Rákosi út – Rákóczi utca útvonalon haladt körbe, ekkor megfordult és ellenkezően, szerelvényei a város irányából a Rákosi útra kanyarodtak be és az Ilona utcán át, de a Csömöri útról már csupán a Rákóczi utcába fordultak és tértek vissza a Budapest irányába tartó – a „H” viszonylat miatt – két pályás sínekre. Biztonsági okokból a Helyiérdekű vasúttársaság a Csömöri út és Rákóczi utca szegletén az egész útszintet felemeltette. A megváltozott útvonal miatt a Rákosi út sarkán lévő kiágazást a fővonali – Rákospalota fele nézvést – jobb oldali vágányból a bal oldaliba helyezték át, a Rakóczi út és az úgynevezett „Csömöri fasor” sarkán pedig az Ilona utca felől jövő hurokvágányt egy nagyobb ívvel a fővonali jobb oldali vágányhoz csatlakoztatták. Ezekre a változtatásokra azért volt szükség, mert a korábbi útvonalon – felhagyott szakaszát még akkor fel is szedték (azonban az utak állapotát nem rendezték, ami miatt a lakosság elégedetlenkedett is) – az éles kanyarok tönkretették a motorokat, és szintén e miatt pótkocsik beállítására sem volt addig lehetőség.
1941-ben tért át Magyarország a bal oldaliról a jobb oldali közlekedésre, ennek kapcsán a rákosszentmihályi HÉV-et az elsők között állították át annak ellenére, hogy a gödöllői helyiérdekű vonalon megmaradt a balrahajtás. Ezzel kapcsolatban szükségessé vált a két vágányos szakaszon a megállóhelytáblák átszerelése, az elágazásoknál a vágánykeresztezések átépítése, bekötése, váltók behelyezése, járdaszigetek építése. 1949-ben az államosítás során összevonták a BHÉV-et és a Haraszti–Ráckevei Vasutat (HRV) Fővárosi Helyiérdekű Vasút Községi Vállalat néven. Ez 1952-ig működött így, amikor a budafoki kivételével az összes vonal a MÁV kezelésébe került, majd – bár már 1956-ban is felmerült, de csak – egy újabb átszervezést követően 1958-ben a fővárosi tanács vette át. Ez év októberétől a Keleti pályaudvari végállomásnál a rákosszentmihályi szerelvényeket áthelyezték a Baross térre, hogy megkönnyítsék az átszállást a villamosokra, valamint tehermentesítsék az addigra már zsúfolt Kerepesi úti megállót. Kilenc év múlva, 1967 augusztusában a metróépítés miatt a térig haladó sínek megszüntetésével újra a Kerepesi úti megálló lett a hivatalos végállomása.
A Kerepesi út–Rákosszentmihály szakasz egészen 1970-ig üzemelt, amikor az M2-es metróvonal átadása miatt megszűnt az Örs vezér terétől beljebb eső szakaszon a HÉV-forgalom, és a gödöllői vonalat idáig vágták vissza. Ugyanekkor szűnt meg végleg a 69-es villamos is, ami ekkor már csupán a zuglói MÁV-telep és a Csömöri út között közlekedett. A BKV buszokkal oldotta meg a térség közlekedését. Azért, hogy ezt zavartalanabbul tudják biztosítani építették meg a Fogarasi utat a MÁV külső körvasút felett a Csömöri úttal összekötő felüljárót az addig sorompós kereszteződés helyett.
A rákosszentmihályi HÉV második világháborúbeli emlékét Joó Katalin 1983-ban megjelent Boldogtalan nyár című ifjúsági regényében írta meg.
A vonal megszüntetése után a síneket – a Veres Péter útról betorkolló „Y”-t kivéve – felszedték a szárnyvonalon. A Margit utca és a Budapesti út közötti szakasz teljes hosszában szilárd burkolat nélküli vegyes funkciójú belterületi mellékúttá vált. Ennek rendezése és kiépítése – önkormányzati és fővárosi forrásokból – két ütemben, 2007 végén és 2010 nyarára fejeződött be. A Margit utca és a Veres Péter út közötti szakaszt továbbra is HÉV-használatban maradt, ugyanis a szerelvényeket itt szokták néhány évente megfordítani, hogy az egyenetlen kopást kiegyensúlyozzák – a közlekedésbarátok előszeretettel látogatott attrakciója ez, a „nagyiccei HÉV-fordítás”. A Sashalmi Piac rekonstrukciójával párhuzamosan fejeződött be teljes hosszában a felújítás – egy helytörténeti fasor, kerékpárút, a gyalogos forgalmat szolgáló járdák, pihenő-, játszó és sporttevékenységre alkalmas helyek, terek, és egy szökőkút kialakításával – 2011-re és az útszakaszt Sashalmi sétányra keresztelték. A korábbi két szervizutcába (nevüket továbbra is megőrizve: Talpfa és belső Veres Péter utca) szilárd burkolat került, így ingyenesen használható vízáteresztő burkolatú parkolóhelyek létesültek és egyben kilátásba helyezték a Gödöllői HÉV Nagyicce megállójának áthelyezését is. A fejlesztés kapcsán a korábbi, az 1912-ben épült vasúti tisztilakást és őrházat átminősítették, utóbbit elbontották. 2014-ben a kerület az ezt a fejlesztést is megvalósító, sashalmi városközpont komplex rehabilitációja projektjéért megkapta a Magyar Urbanisztikai Társaság XX. Országos Urbanisztikai Konferenciáján a Köztér-megújítási nívódíjat.

## Megállóhelyei
1911-től 1924-ig Rákosszentmihály határában a cinkotai határút (Budapesti út) – Pálya utca – Csömöri út – Ilona utca – Rákosi út – Rákóczi utca útvonalat járta be, ezt követően a József főherceg telepi félkört elhagyva a Rákóczi utca – Rákosi utca – Ilona- utca – Csömöri út – Rákóczi utca kört megtéve tért vissza Budapestre. A megállóhelyek ezen a szakaszon a hurokvonal megnyitáskor a következők voltak: 1. cinkotai határút és Farkas Ignác utca sarok; 2. pálya út és Szent István utcza sarok; 3. pálya út és Rákosi út sarok; 4. Pálya út és a főfasor (Csömöri út) sarkán; 5. Almásy főfasor (Csömöri út) és Rákóczi út sarok; 6. Almásy főfasor és József utca sarok; 7. Almásy főfasor és Ilona utca sarok; 8. Ilona utca és Jenő-utca sarok; 9. Ilona utca és Rákosi út sarkán a bekanyarodás előtt (Pálfi János térnél); 10. Rákosi út József utca mellett, a takarékpénztár előtt; 11. Rákosi úton a Farkas Ignácz utcába, bekanyarodás előtt; 12. a Farkas Ignác utca és cinkotai határ út sarkán.
1958 októbere és 1967 augusztusa között a Baross térig közlekedett.
A táblázatban olvasható megállóhely lista az 1945-ben kiadott Budapesti Helyi Érdekű Vasutak Rt. menetdíj- és kilométertáblázata alapján, míg az átszállási kapcsolatok az 1969-es BKV-térkép alapján készültek.
| 0  | Kerepesi út végállomás       | 11 | Gödöllői és csömöri HÉV 19, 23, 24, 36, 44, 60, 60A, 67, 68 73, 76, 78 7, 7A, 7C, 19, 19A, 19B, 20, 20A, 30, 33, 44, 44A, 44Y, 45, 46, 46A, 67, 95, B, O | Baross tér, Keleti pályaudvar                   |
| 1  | Gumigyár                     | 10 | Gödöllői és csömöri HÉV 19, 19A, 19B, 44, 44A, 44Y, 45, 46, 46A, 67, 95, B, O                                                                            | Gumigyár                                        |
| 2  | Hungária út                  | 9  | Gödöllői és csömöri HÉV 38 75, 75Atrr 19, 19A, 19B, 44, 44A, 44Y, 45, 46, 46A, 55, 67, 95, B, O                                                          | Puskás Ferenc Stadion                           |
| 3  | Mexikói út                   | 8  | Gödöllői és csömöri HÉV 19, 19A, 19B, 44, 44A, 44Y, 45, 46, 46A, 67, 95, B, O                                                                            | Őrnagy utca és Várna utca között                |
| 4  | Lumumba utca                 | 7  | Gödöllői és csömöri HÉV 44, 44A, 44Y, 45, 46, 46A, 67 | Róna utca, Pillangó utca után                   |
| 5  | Fehér út                     | 6  | Gödöllői és csömöri HÉV 13, 62, 68 32, 32A, 44, 44A, 44Y, 45, 46, 46A, 67                                                                                | Örs vezér tere                                  |
| 6  | Rákosfalva                   | 5  | Gödöllői és csömöri HÉV 44, 44A, 44Y, 45, 46, 46A, 67, 68Y                                                                                               | Rákosfalva                                      |
| 7  | Sashalom – Cinkotai Nagyicce | 4  | Gödöllői és csömöri HÉV 44, 44A, 44Y, 45, 46, 68Y | Nagyicce                                        |
| 8  | Sashalmi tér                 | 3  | 68Y | Sashalmi tér                                    |
| 9  | Sasvár utca                  | 2  | 68Y | Sasvár utca                                     |
| 10 | Rákosi út                    | 1  | 31, 31A, 68Y | Rákosi út, Batthyány utca és József utca között |
| 11 | Petőfi tér                   | ∫  | | József utca és János utca között                |
| 12 | Csömöri út                   | ∫  | 31, 31A, 92Y | János utca és József utca között                |
| 13 | Rákóczi út végállomás        | 0  | 69, 69A 31, 31A, 68Y, 92, 92Y | Rákóczi út / Batthyány utca                     |

## Megjegyzések

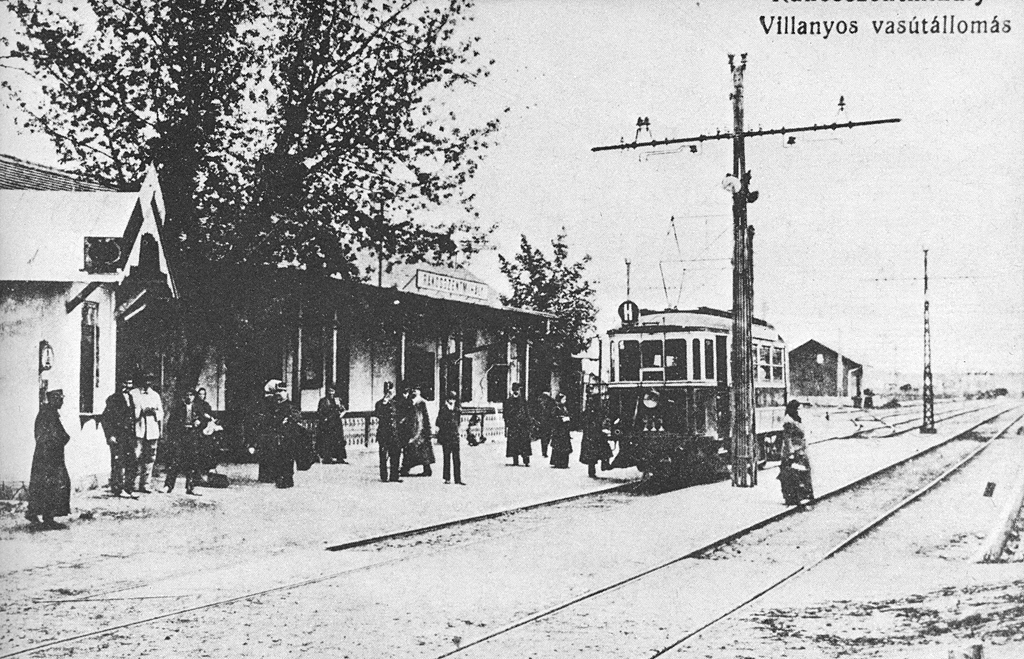
A H járat egyik kocsija a sashalmi Rákosszentmihály (Nagyicce) állomáson